# Pham Thi Hoai
Phạm Thị Hoài (n. 1960 - ...) este un influent scriitor, editor și traducător vietnamez. S-a născut în provincia Hải Dương și a crescut în nordul Vietnamului. În prezent trăiește în Germania.